# نپتون (اسطوره)

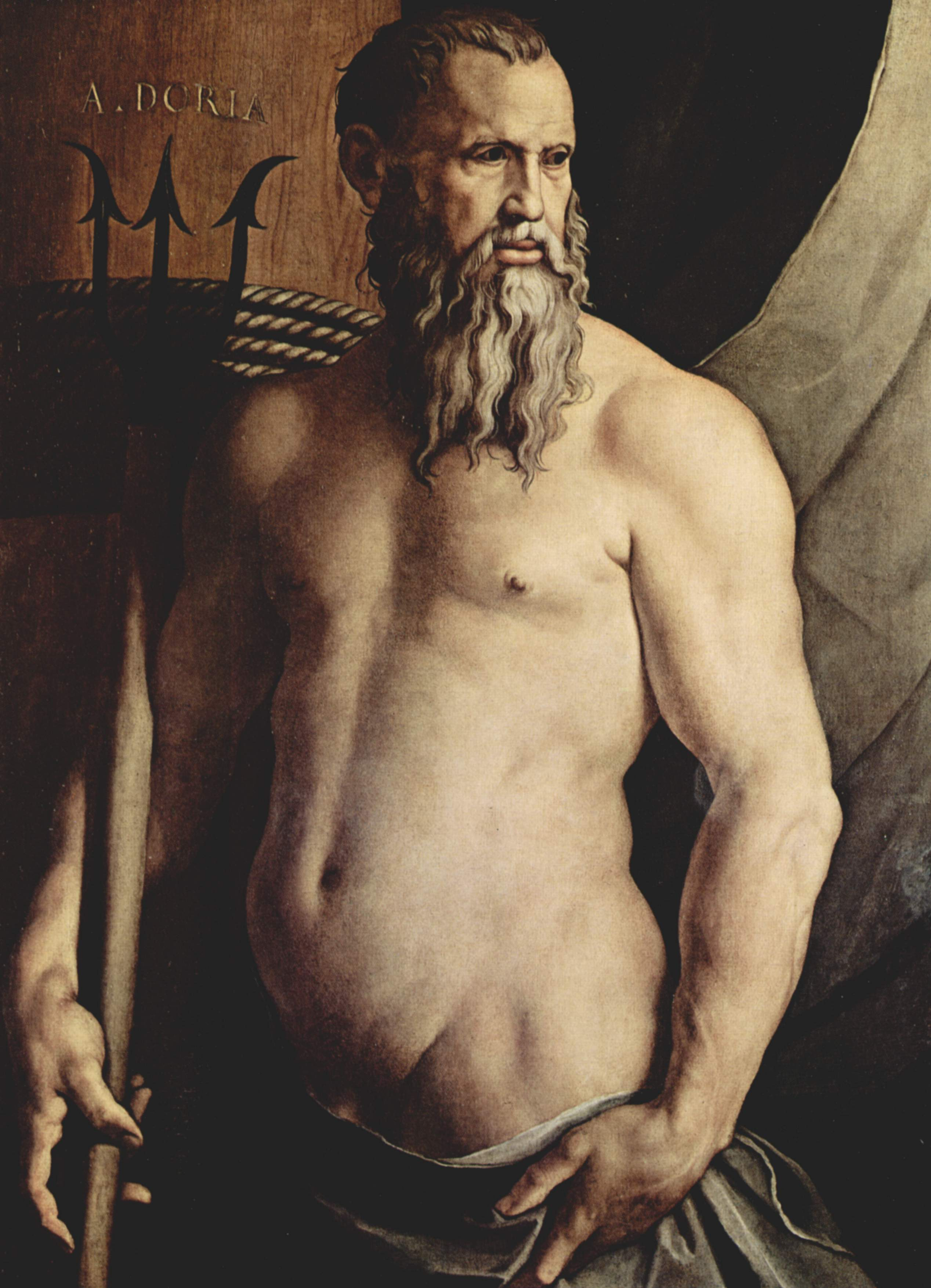
تصویری از نپتون اثر آنجلو برونزینو

نپتون خدای آب و دریا یکی از اساطیر رم باستان و یکی از برادران پلوتو و ژوپیتر است. او قابل قیاس با پوزئیدون در اساطیر یونان هست ولی نباید این دو را با هم اشتباه گرفت.
برای مدتی او به ازدواج با سالسیا یعنی خدای آب شور درآمد. همچنین، نپتون نام سیاره ایست که میان اورانوس و پلوتو هست.

## نگارخانه

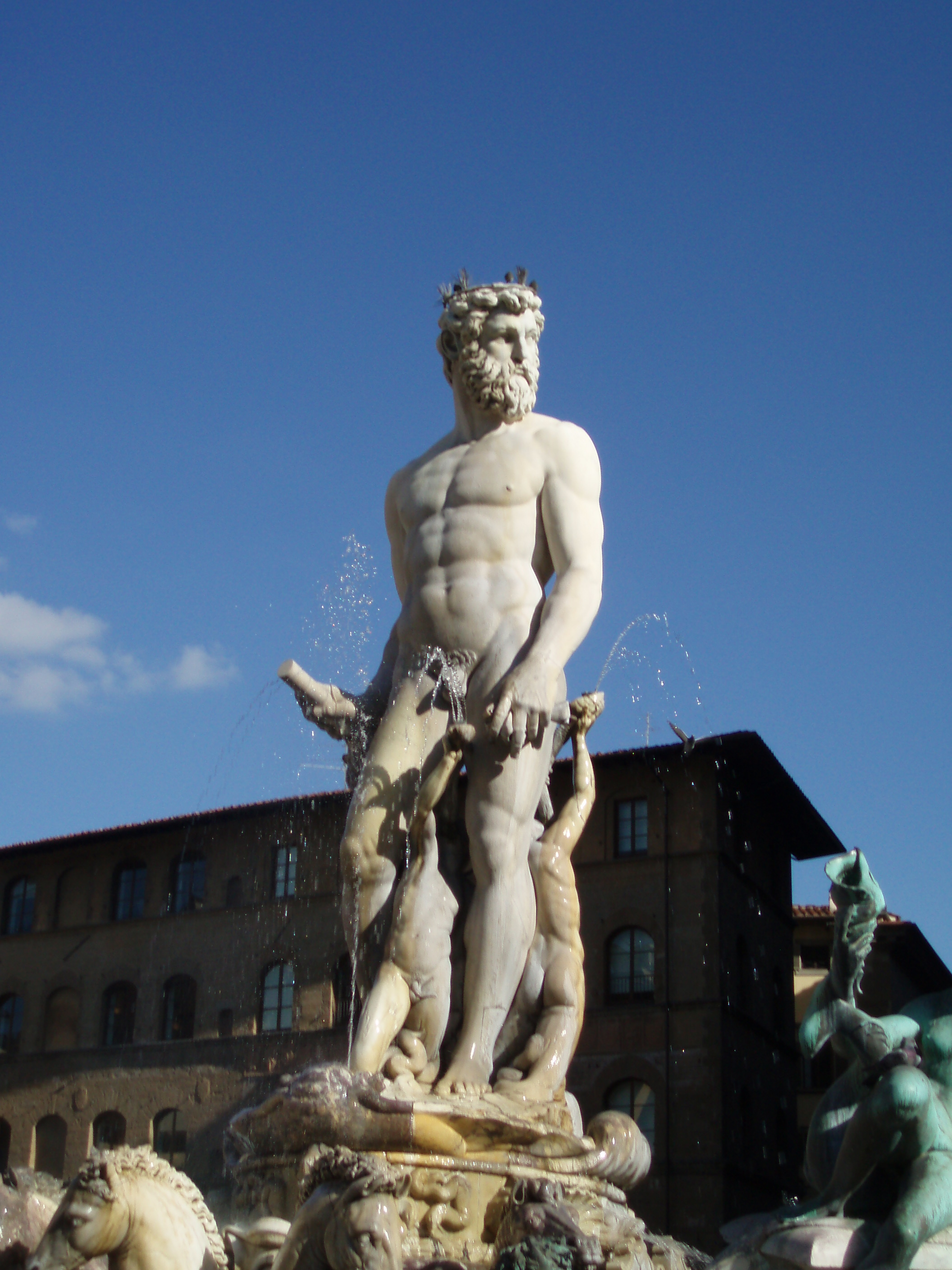
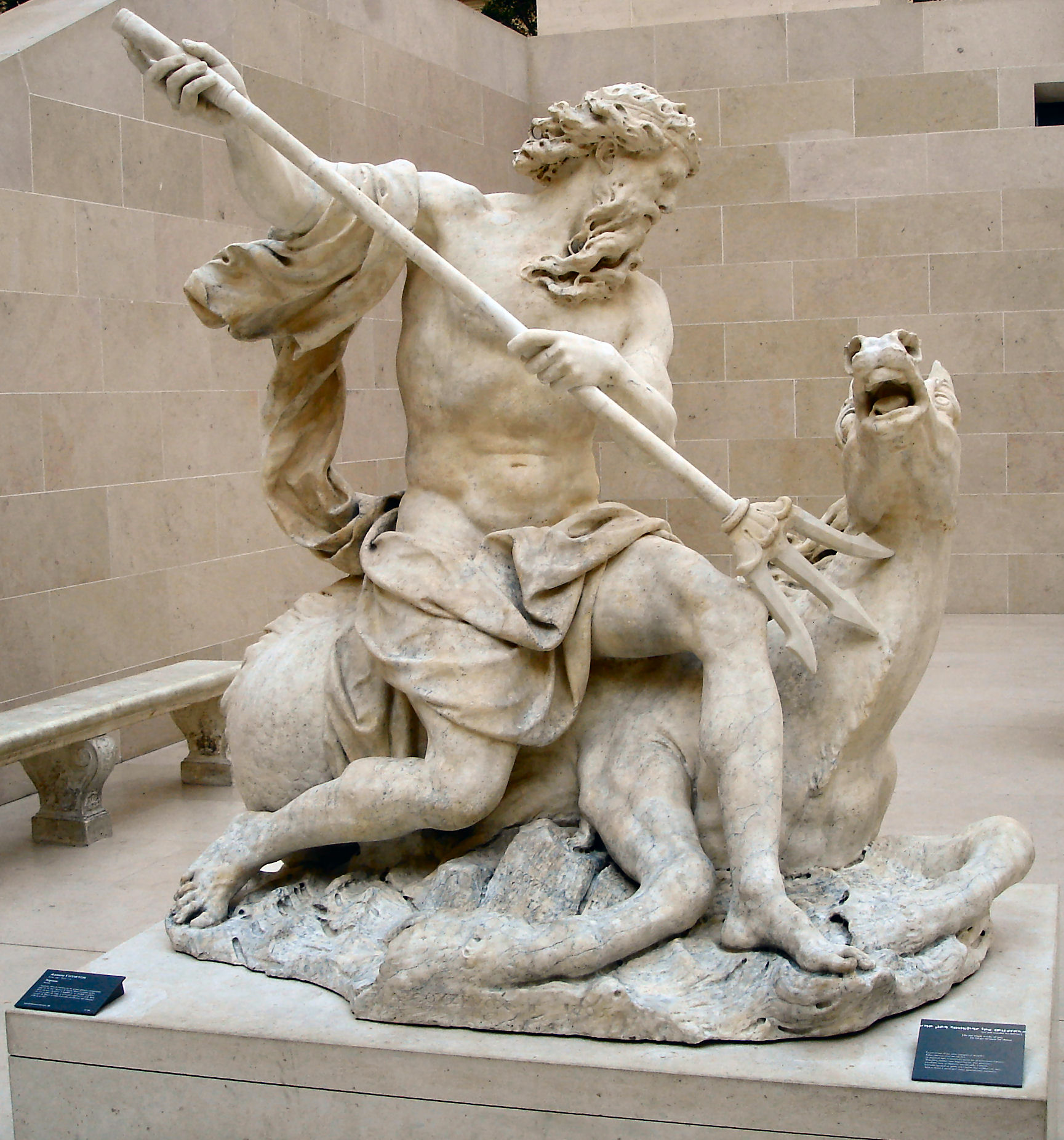
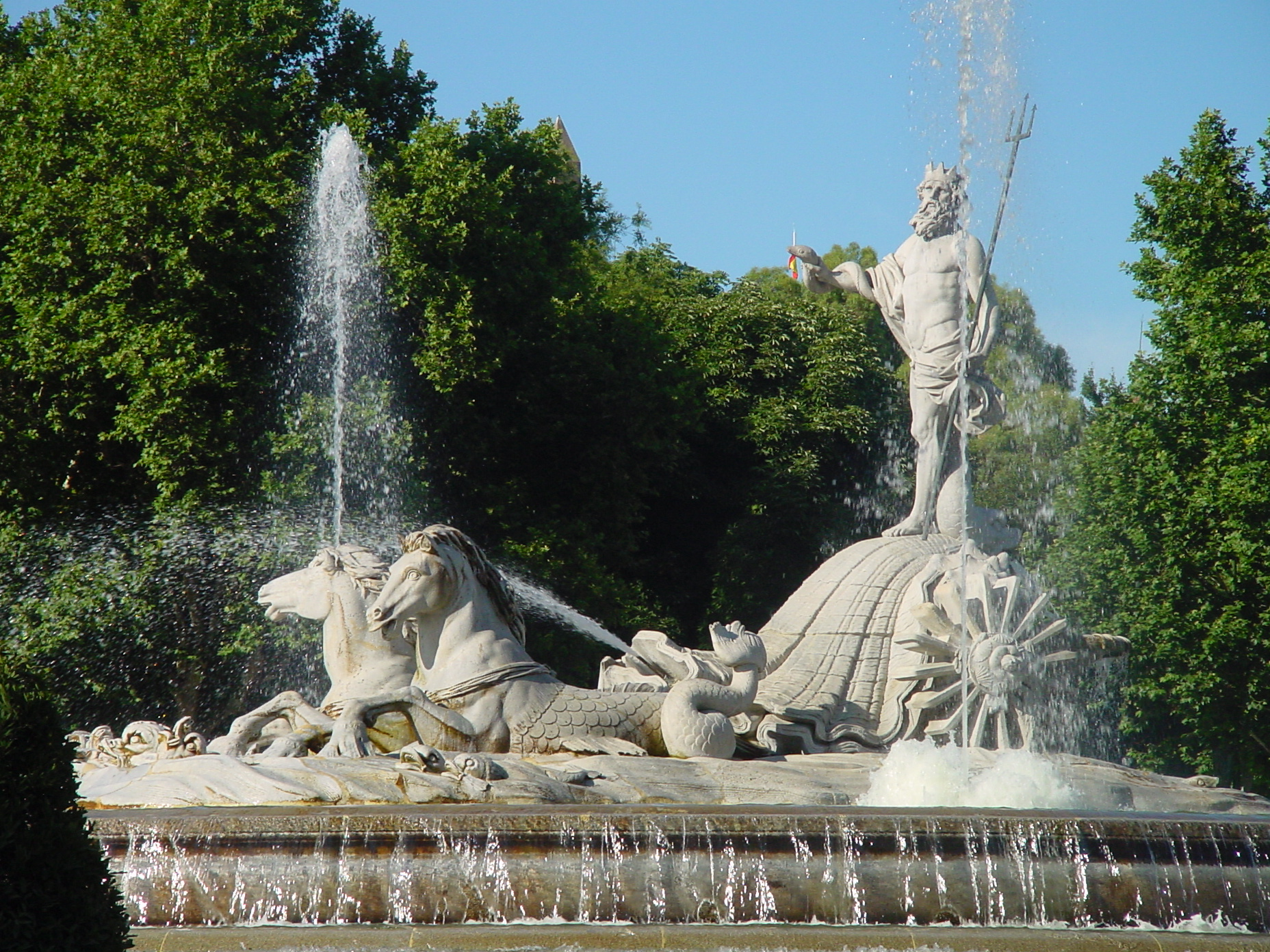
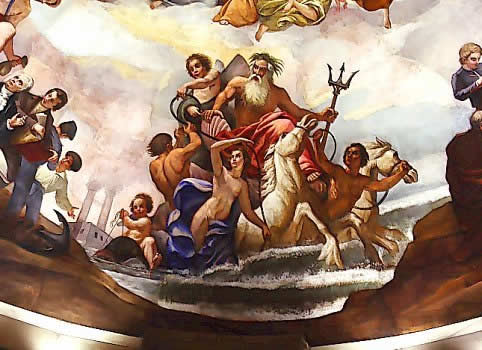
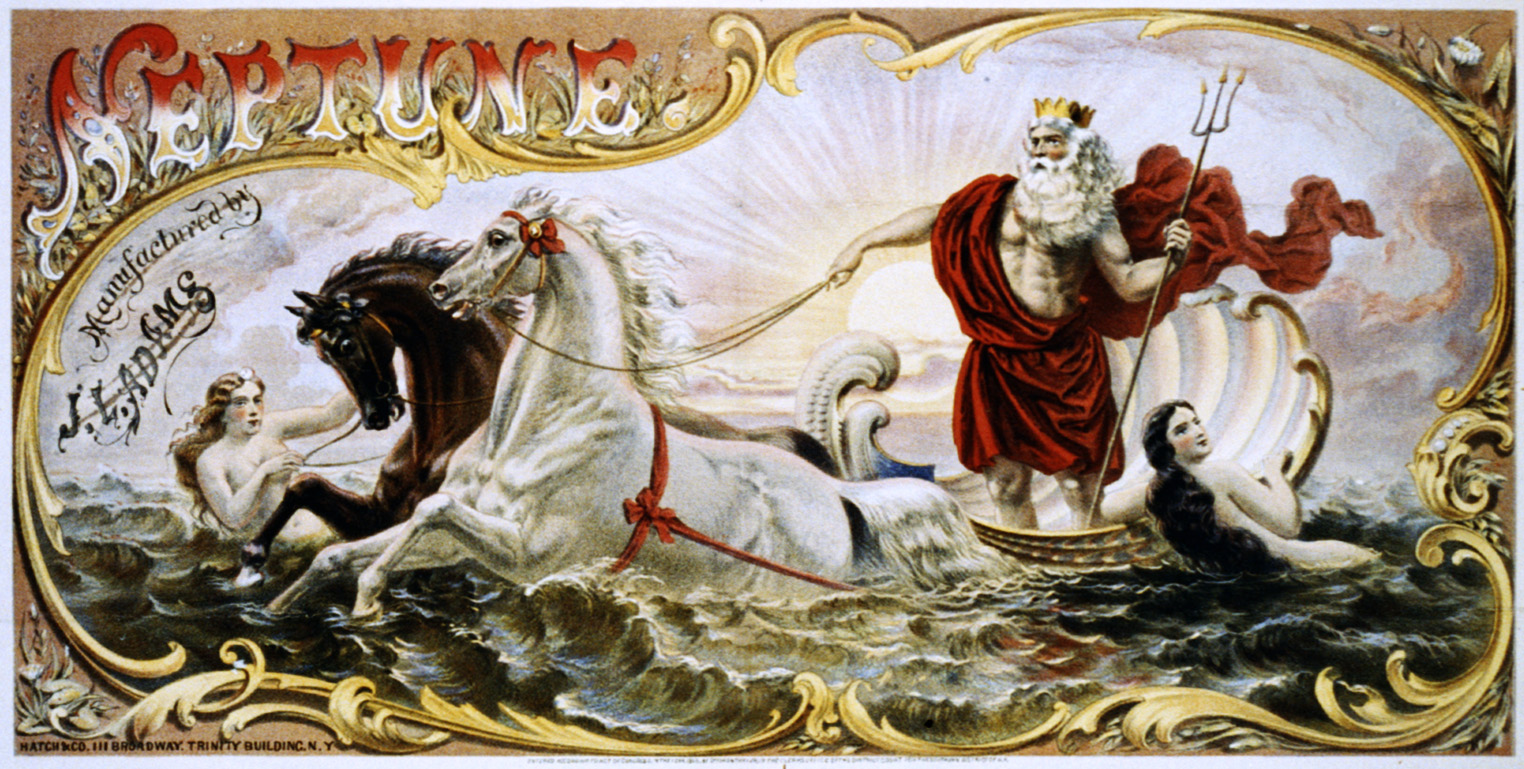